# Kunstdruck
Der Kunstdruck ist ein Spezialbereich des Druckwesens, vornehmlich zur Reproduktion von Gemälden. In Gemälden werden üblicherweise viele Farben gemischt, die einen überaus komplexen Farbraum ausfüllen. Der normale Farbdruck kann diese Farben nicht im originalen Farbton reproduzieren. Insbesondere Purpur und die Gold- und Silberfarben bereiten große Probleme.

## Beschreibung
Der Kunstdruck ist darauf ausgerichtet, eine Mischung an Druckfarben zu finden, die den Originaleindruck des Gemäldes reproduzieren kann. Die Farbseparation führt hier zu einer hohen Zahl, sodass statt des weithin üblichen CMYK-Vierfarbdrucks oder Hexachrome-Drucks deutlich mehr Druckfarben eingesetzt werden. Auf Kunstdrucken ist oft im Umschlag die Zahl der Druckfarben als Qualitätsmerkmal vermerkt, 8 bis 12 sind nicht ungewöhnlich. Im Allgemeinen gilt, je mehr Farben, umso näher ist der Farbeindruck am Original.
Die hohen Zahlen entstehen dabei insbesondere bei der Notwendigkeit zum Einsatz von metallischen Schmuckfarben, etwa Gold und Silber, die in der Regel keine geeignete Mischung mit anderen Schmuckfarben oder Grundfarben eingehen. Insbesondere Ikonen und andere religiöse Gemälde enthalten diese Farben.
Entgegen der landläufigen Meinung verdienen Kunstdrucke nur die Bezeichnung, wenn diese rasterlos oder mit frequenzmoduliertem Raster gedruckt wurden. Drucke mit autotypischem Raster sind streng genommen keine Kunstdrucke.
Die Techniken des Kunstdrucks mit speziellen Schmuckfarben werden auch für Gebrauchsdarstellungen eingesetzt. Hierbei geht es darum, die Kopierbarkeit von Darstellungen zu erschweren, etwa bei Urkunden und anderen Papieren mit Wertpapier-Charakter. Der Markt für Kunstdrucke ist klein, die Anschaffung entsprechender Druckmaschinen teuer. Dies erhöht die Hürden für die unerlaubte Reproduktion entsprechender Dokumente.
In jüngster Vergangenheit gerät der Kunstdruck in Wettbewerb mit Malwerkstätten und modernen Künstlerkooperativen, die sich auf die Reproduktion von Ölgemälden spezialisiert haben. Neue Spezialisierungsverfahren und kostengünstige Fertigungsmethoden machen Reproduktionen alter Meisterwerke für viele Kunstinteressierte zu einer Alternative zum Druck, die ähnlich dem Originalgemälde durch eine individuelle Ausführung und langfristige Farbechtheit gekennzeichnet ist.
Um Kunstdrucke präsentieren und rahmenlos aufhängen zu können, wurde der Decoblock entwickelt.

## Geschichte
In der Geschichte des industriellen Kunstdrucks erlangte die Chromolithografie, 1837 von Godefroy Engelmann patentiert, Bedeutung. Sie war bis in die 1930er-Jahre das gängige Verfahren für farbige Illustrationen hoher Qualität. Das Verfahren wurde durch den Lichtdruck abgelöst, welches im 21. Jahrhundert aus Kostengründen jedoch weltweit nur noch in drei Druckwerkstätten praktiziert wird. Üblich sind nun Kunstdrucke im Digitaldruck- oder Offsetverfahren, die in ihrer Brillanz jedoch selten an eine Chromolithografie oder einen Lichtdruck heranreichen. Noch im Anfangsstadium befinden sich Reproduktionen aus dem 3D-Drucker, die gleichzeitig aber bereits als „logischer nächster Schritt“ bezeichnet wurden.